# Anisodontea fruticosa
Anisodontea fruticosa är en malvaväxtart som först beskrevs av Peter Jonas Bergius, och fick sitt nu gällande namn av D. M. Bates. Anisodontea fruticosa ingår i släktet rumsmalvor, och familjen malvaväxter. Inga underarter finns listade i Catalogue of Life.